# Bazylika Świętego Franciszka

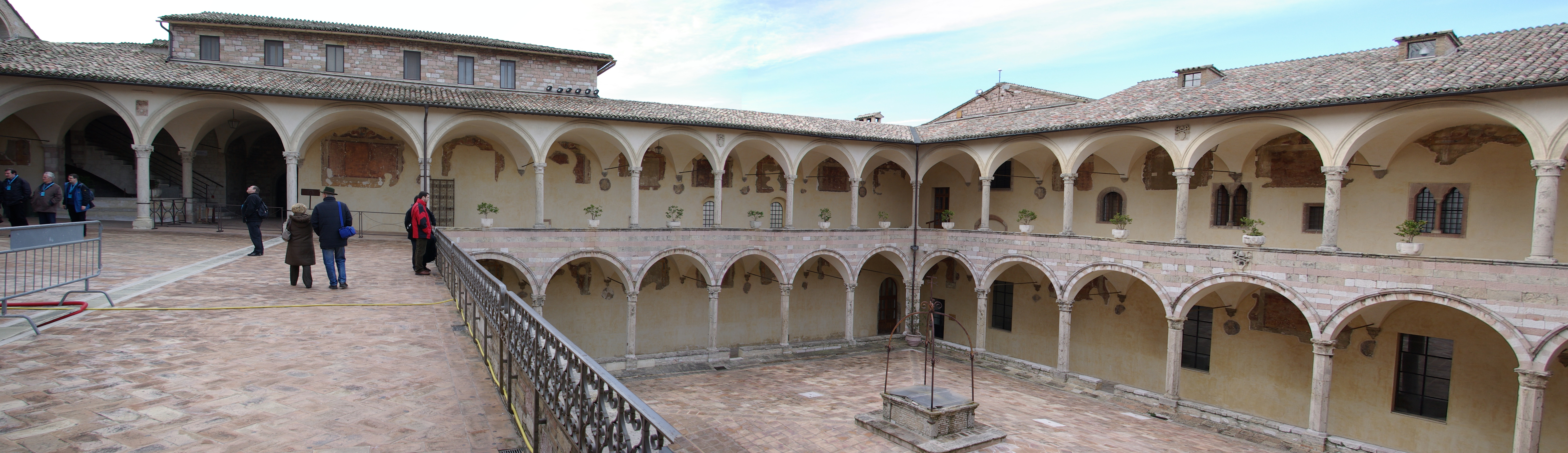
Dziedziniec klasztoru Sykstusa IV

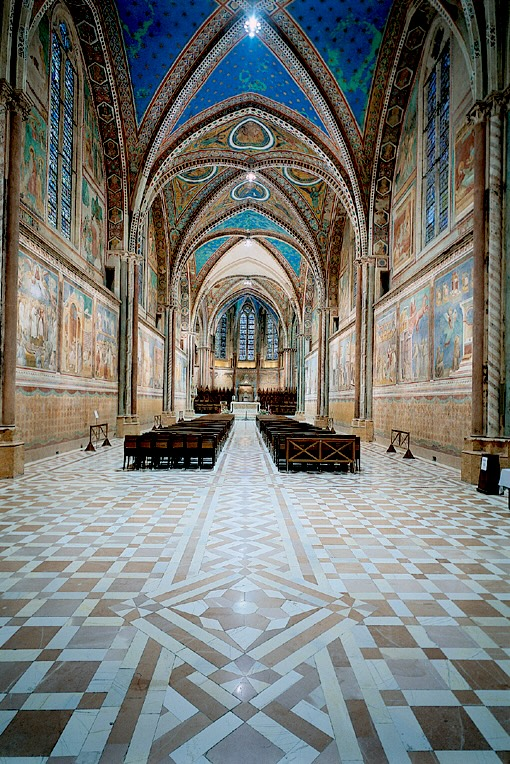
Kościół górny

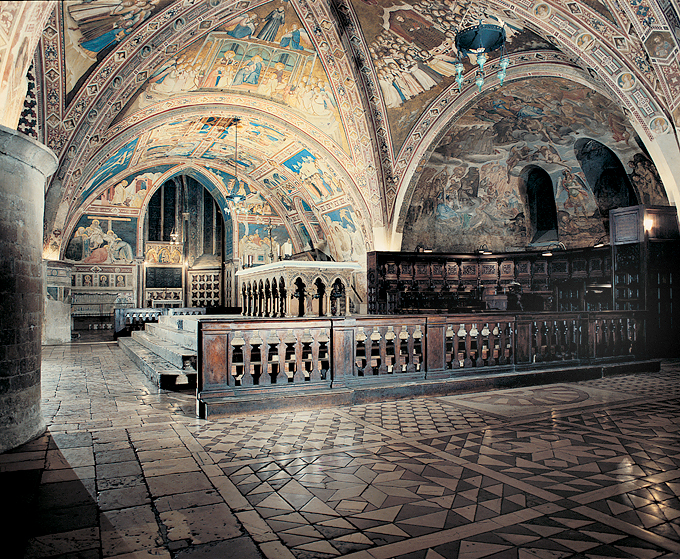
Kościół dolny

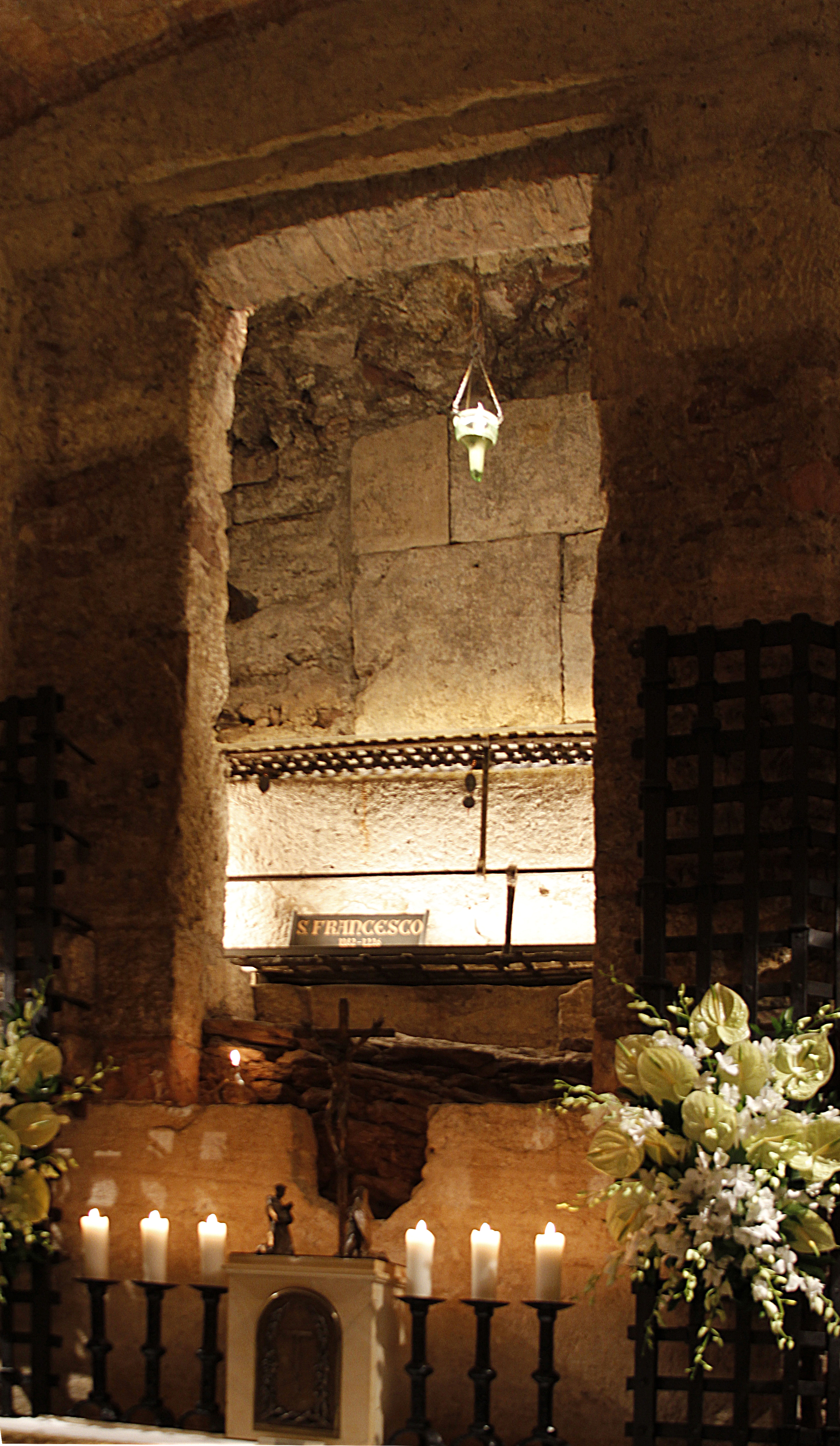
Grób św. Franciszka

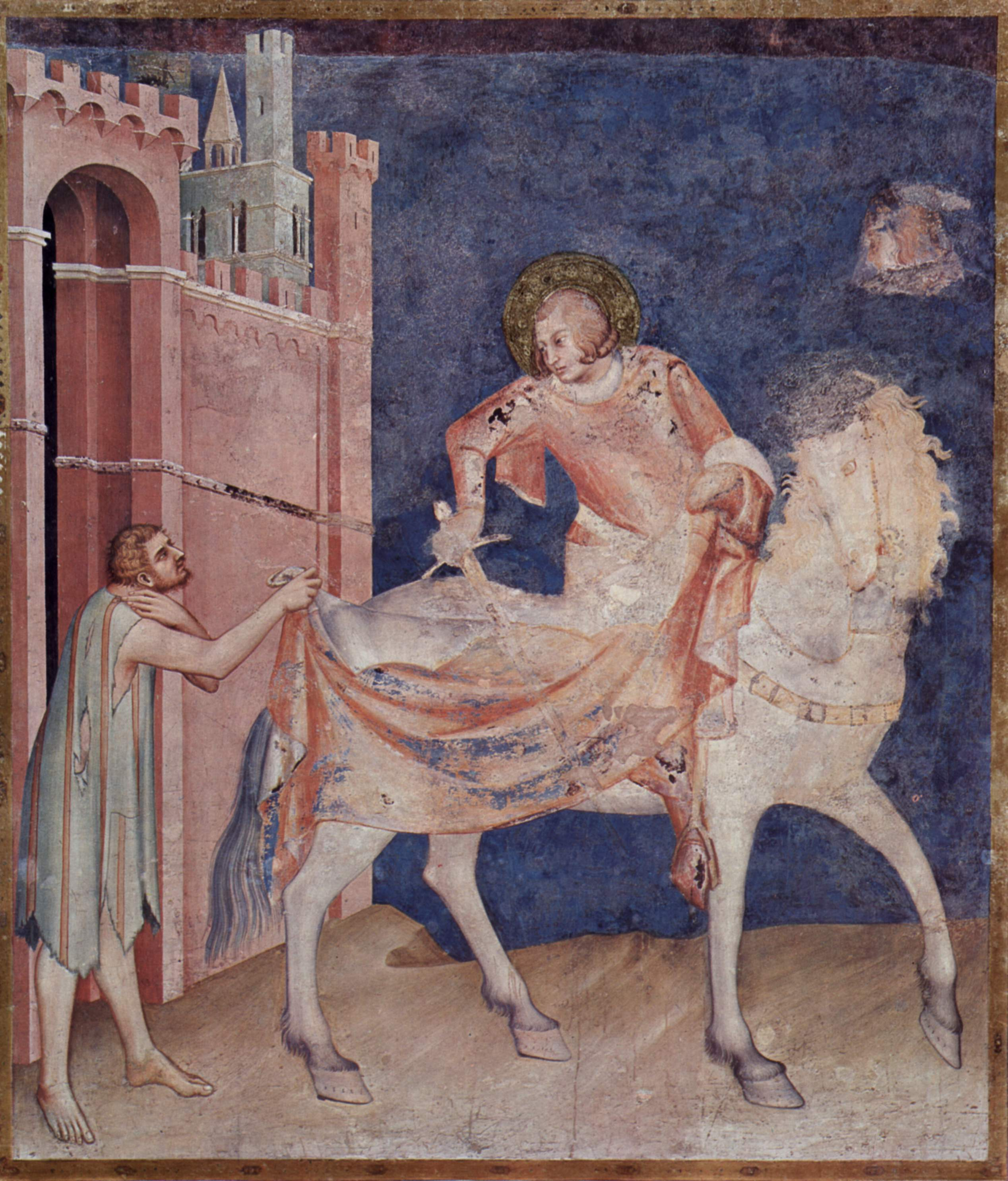
Malowidło z dolnego kościoła – Simone Martini, scena ze św. Marcinem z Tours

Bazylika Świętego Franciszka – XIII-wieczny kościół poświęcony św. Franciszkowi z Asyżu, znajdujący się w umbryjskim mieście Asyż.
Bazylika została zbudowana na Wzgórzu Piekielnym (nazwa szczytu związana jest z wykonywanymi na nim wyrokami śmierci), podarowanym zakonowi przez mieszkańca Asyżu, Szymona Pucciarellego. Reguła zakonu nie pozwala na posiadanie dóbr, zatem teren ten już od 1228 stanowił własność Stolicy Apostolskiej. Dzień po kanonizacji św. Franciszka, w dniu 17 lipca 1228, papież Grzegorz IX poświęcił miejsce budowy i zmienił nazwę wzgórza na Wzgórze Rajskie.

## Historia
Budowa kościoła dolnego trwała dwa lata, a w 1239 zakończono prace nad wznoszeniem bazyliki, konwentu i dzwonnicy. Klasztor, znany jako Sacro Convento, powstawał równolegle z budową kościoła. Nazwa konwent została przyjęta ok. 1300 r. W 1230 przeniesiono ciało św. Franciszka do kościoła dolnego i pochowano je w krypcie pod głównym ołtarzem. Gotycko-romański kościół zaprojektował zakonnik i architekt Eliasz Bonbarone. Prace nad upiększaniem budowli trwały jeszcze wiele lat. W 1253, przed konsekracją bazyliki, zakończono je w kościele dolnym. Kościół zdobiony jest licznymi freskami różnych artystów: Giunta Pisano – mistrza szkoły pizańskiej; Cimabue, Giotta – florenckiej; Jacopo Torriti, Pietro Cavallini, Filippo Rusuti – rzymskiej oraz Pietro Lorenzetti i Simone Martini – sienejskiej. Kwestia autorstwa części z nich (m.in. Giotta) jest niepewna lub sporna.
Rozbudowa bazyliki miała miejsce w XIV i XV wieku. Ostateczny kształt został nadany w latach 1474–1476 przez papieża Sykstusa IV. Dzwonnica została zbudowana w stylu romańskim.
8 września 1997 r. silne trzęsienie ziemi spowodowało poważne uszkodzenie bazyliki. Zawaliła się część sklepienia kościoła górnego, którego spadające fragmenty zabiły czterech zakonników (jeden z nich był Polakiem). Sklepienie odbudowano. Nie udało się jednak odtworzyć uszkodzonych fragmentów fresków.
W 2000 r. bazylika i inne zabytki franciszkańskie zostały wpisane na listę światowego dziedzictwa kulturowego UNESCO.

## Kościół dolny
Bazylikę poprzedza dziedziniec otoczony krużgankami zbudowanymi w XIV wieku. Do kościoła dolnego prowadzi podwójny portal z drugiej połowy XIII wieku. Zdobią go trzy rozety. Drewniane, rzeźbione drzwi pochodzą z połowy XVII wieku. Drzwi po lewej stronie (z 1552) są dziełem Ugolinuccio z Gubbio. Sceny ukazane na nich obrazują życie św. Franciszka i św. Klary. Na drzwiach po stronie prawej (z 1573) Pompee Scursione przedstawił św. Antoniego i św. Ludwika króla. Portal osłania renesansowy prothyron dobudowany pod koniec XV wieku. Za portalem znajduje się duże atrium nazywane transeptem wejściowym. Zostało dobudowane do kościoła dolnego w 1271; sklepienia zdobią freski z XVII wieku. Transept kończą kaplice św. Antoniego Pustelnika i św. Katarzyny Aleksandryjskiej. Za kaplicą św. Antoniego znajduje się XV-wieczny cmentarz zakonny. W połowie długości transeptu, po lewej stronie, otwiera się nawa kościoła dolnego. Do niej przylegają dobudowane w czasach późniejszych gotyckie kaplice. Nawę przykrytą sklepieniem krzyżowym kończy płytka absyda poprzedzona szerokim transeptem przykrytym sklepieniem kolebkowym.
Najważniejszym miejscem w kościele dolnym jest zejście prowadzące do krypty, w której znajduje się Kaplica Grobu św. Franciszka. Po wybudowaniu kościoła dolnego i pochowaniu w nim świętego (25 maja 1230) pod głównym ołtarzem, przez kilka wieków miejsce jego spoczynku nie było dokładnie znane. W 1818 papież Pius VII pozwolił franciszkanom na poszukiwania grobu. W dniu 18 grudnia 1818 znaleziono sarkofag. Relikwie złożono w wykutej w skale kaplicy, w szerokiej kolumnie ustawionej w miejscu znalezienia ciała. Kolumnę – grobowiec umieszczony w centrum kaplicy otacza ozdobna krata. W czterech niszach umieszczono groby pierwszych czterech braci zakonu św. Franciszka, czyli błogosławionych Leona, Masseo, Anioła i Rufina.
Od wejścia po lewej stronie, patrząc w kierunku ołtarza, do nawy kościoła dolnego przylegają kaplice: św. Marcina, św. Stanisława Szczepanowskiego, św. Jana Chrzciciela. Po stronie prawej kaplice: św. Szczepana, św. Wawrzyńca, św. Antoniego z Padwy, św. Marii Magdaleny i św. Mikołaja z Miry (Bari). Wykonanie ich zniszczyło wcześniejsze freski Maestro di San Francesco namalowane na ścianach nawy (pozostały tylko fragmenty). Przedstawiają one sceny z życia Jezusa Chrystusa (po prawej stronie) i św. Franciszka (po lewej stronie).
Najstarsze freski jakie zachowały się w całej bazylice – strona prawa (od wejścia w kierunku ołtarza): Przygotowanie do Ukrzyżowania, Ukrzyżowanie, Zdjęcie z Krzyża, Opłakiwanie Jezusa, Zmartwychwstanie; strona lewa: Św. Franciszek wyrzeka się dóbr doczesnych, Sen papieża Innocentego III, Kazanie do ptaków, Stygmaty św. Franciszka, Pogrzeb św. Franciszka.
Kaplica św. Marcina ozdobiona jest freskami, które w dziewięciu scenach ukazują życie świętego. Wykonał je Simone Martini na początku XIV wieku. Witraż w kaplicy pochodzi z warsztatu Jana di Bonito i jest datowany na rok 1350.
Kaplica św. Stanisława Szczepanowskiego, biskupa krakowskiego i męczennika kanonizowanego w bazylice św. Franciszka 8 września 1253 r., powstała w drugiej połowie XIV wieku. Zdobią ją freski malarza Szkoły Rzymskiej, mistrza z Asyżu – Puccio Capanna oraz nieznanego naśladowcy Giotta. Przedstawiają sceny z życia świętego oraz Ukrzyżowanie Jezusa i Koronację Maryi Panny.
Kaplica św. Mikołaja z Bari została zbudowana ok. 1270 r. a kaplica św. Magdaleny w 1310 r. Zdobią je freski Giotta i jego ucznia zwanego Maestro di San Nicola.
Kaplice św. Szczepana i św. Antoniego zbudowano w latach późniejszych, na przełomie XVII i XVIII wieku.
Malarstwo gotyckie reprezentuje cykl malowideł został wykonany w tzw. Części Krzyżowej kościoła, czyli na ścianach i sklepieniu transeptu na wysokości ołtarza głównego. W prawym ramieniu (patrząc w kierunku ołtarza), na sklepieniu, namalowane zostały freski przedstawiające dzieciństwo Jezusa. Na ścianach przedstawione są wizerunki pięciu pierwszych świętych zakonu franciszkańskiego (namalowane przez Simone Martini), scena wskrzeszenia dziecka przez św. Franciszka, Madonna z dzieciątkiem w otoczeniu aniołów (nad portretami zakonników) oraz św. Franciszek (dzieło Cimabue). Z uwagi na czas powstania obrazu, ok. 1280 r. przyjmuje się, że jest to najbardziej wiarygodny portret świętego.

Lewe ramię transeptu jest ozdobione freskami namalowanymi przez Pietra Lorenzo i jego uczniów. Przedstawiają one sceny męki Jezusa Chrystusa. Pod obrazem Ukrzyżowania namalowana został Matka Boska z Dzieciątkiem, św. Jan i św. Franciszek. Fresk ten nazywany jest często Dziewicą Zachodzącego Słońca. Uważa się bowiem, że właśnie o tej porze wygląda najładniej. Freski powstały w ok. 1459 r.
Ołtarz Główny – wykonany został w ok. 1250 r. w Rzymskiej Szkole Cosmati’ch. Możliwe, że marmurowa mensa pochodzi z Konstantynopola. Ołtarz zdobi 20 rzeźbionych kolumienek i mozaika. Nad nim, na sklepieniu krzyżowym, znajdują się freski namalowane przez Giotta w latach 1315–1320. Są to alegorie trzech ślubów zakonnych:
- Alegoria Ubóstwa – przedstawia zaślubiny św. Franciszka z Panią Ubóstwo, ślub błogosławi Jezus w obecności aniołów;
- Alegoria Czystości – uosabiana przez ubraną na biało dziewczynkę zamkniętą w wieży strzeżonej przez żołnierzy;
- Alegoria Posłuszeństwa – ukazana jako skrzydlata postać nakazująca milczenie i nakładająca jarzmo zakonnikowi.
Obok namalowane zostały dwie cnoty: roztropność (postać o dwóch obliczach po prawej ręce skrzydlatej postaci) i pokora (z klęczącym u jej stóp aniołem broniącym dostępu pysze).
Wyżej namalowana została postać św. Franciszka przepasanego sznurem, z jarzmem na szyi w towarzystwie dwóch aniołów

Gloria, czyli Chwała św. Franciszka – przedstawia ubranego w dalmatykę świętego, zasiadającego na tronie unoszonym przez aniołów.
Na zakończeniu lewego ramienia transeptu znajduje się kaplica św. Jana Chrzciciela. Z niej można przejść do zakrystii, w której umieszczono relikwie świętego.
Schody w ramionach transeptu prowadzą na taras, z którego można zobaczyć absydę kościoła górnego oraz loggie:
- dolną, przy niej znajdował się pierwszy klasztor Eliasza Bonbarone
- górną, przy której zbudowano klasztor Sykstusa IV

## Kościół górny

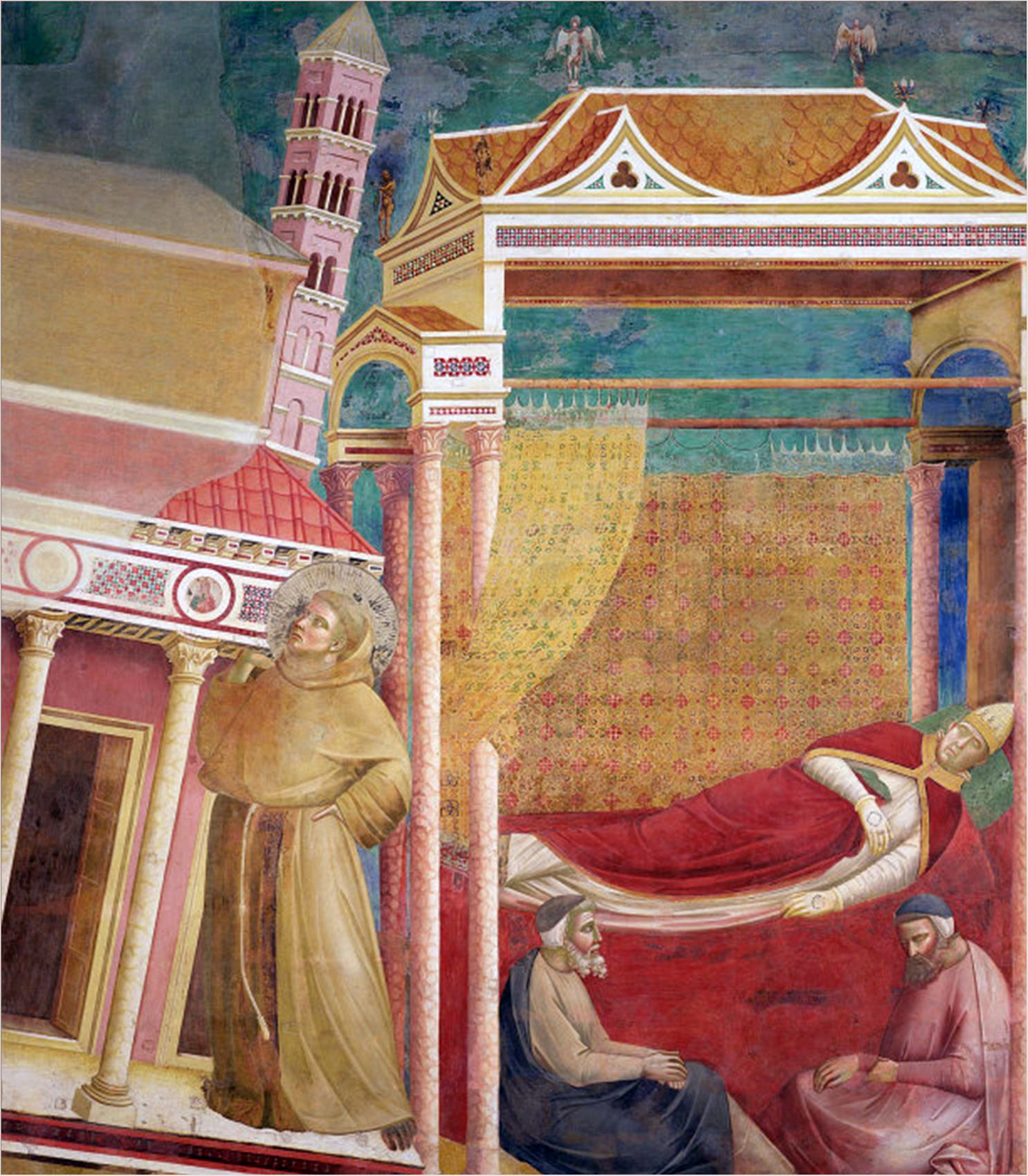
Giotto (?), scena z cyklu św. Franciszka: Sen Innocentego III

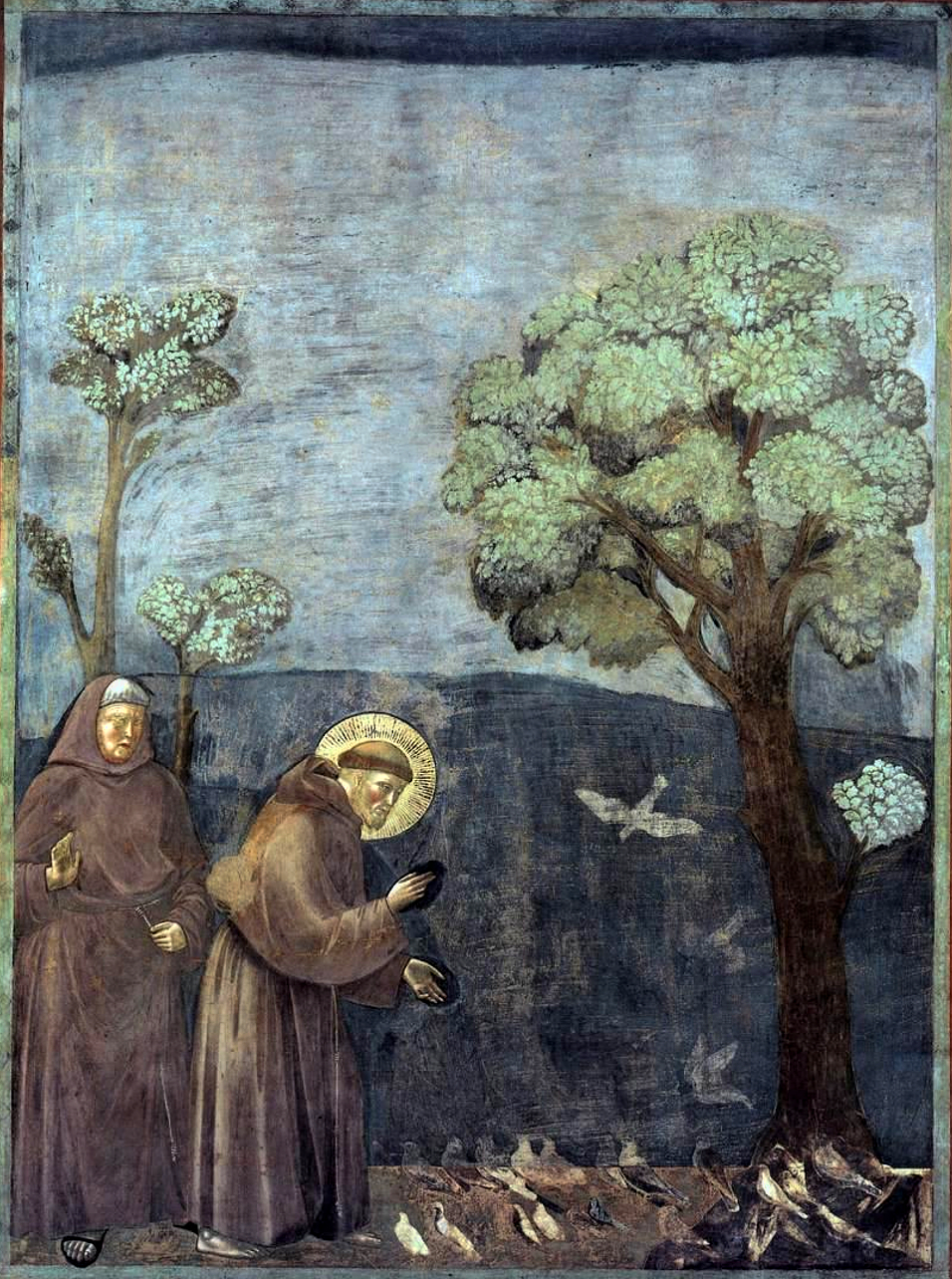
Giotto (?), scena z cyklu św. Franciszka: Kazanie do ptaków

Schody z tarasu prowadzą do kościoła górnego. Jest to budowla jednonawowa, znacznie wyższa od kościoła dolnego. Nawę przekrytą sklepieniem krzyżowym kończy absyda poprzedzona krótkim transeptem. W przeciwieństwie do kościoła dolnego, nie ma tu bocznych kaplic. Kościół utrzymany jest w stylu gotyckim. Prezbiterium i transept (z wyjątkiem części malowideł w północnym ramieniu) zdobią freski Cimabuego: sklepienia wyobrażają firmament z gwiazdami, w absydzie znajdują się malowidła o tematyce maryjnej, a na ścianach transeptu dwukrotnie scena Ukrzyżowania oraz sceny z Apokalipsy św. Jana i Dziejów Apostolskich. Freski zostały namalowane w latach 1280–1283.
Na ścianach nawy głównej freski zostały namalowane w trzech pasach. W górnej płaszczyźnie namalowano sceny z Nowego i Starego Testamentu. Na sklepieniu przedstawienia figuralne umieszczono w co drugim przęśle (sceny z Matką Bożą oraz czterech doktorów kościoła: św. Grzegorza, św. Augustyna, św. Ambrożego i św. Hieronima). Poziom najniższy tworzy cykl 28 scen z życia św. Franciszka, tzw. Legenda św. Franciszka.
Autorstwo fresków, ich datowanie i kolejność wykonania do dziś wywołują szeroką dyskusję badaczy. Malowidła biblijne (z górnej części ścian) o tematyce starotestamentowej przypisuje się rzymskiemu lub toskańskiemu naśladowcy Cimabuego, malowidła nowotestamentowe tzw. Mistrzowi Pojmania lub Gaddo Gaddiemu, a przedstawienie Deesis Jacopo Torritiemu. Cykl św. Franciszka powszechnie uznawany jest za dzieło Giotta, jednak brak jest jednoznacznych informacji źródłowych, które mogłyby to potwierdzić. XIV i XV-wieczne źródła enigmatycznie wspominają, że Giotto pracował w tym kościele, nieprecyzując jednak, jakie malowidła wykonał. Giorgio Vasari w XVI wieku jednoznacznie przypisał cykl św. Franciszka Giottowi i od tej pory aż do końca XIX wieku powtarzano to twierdzenie. Pierwsze wątpliwości zostały wysunięte z końcem XIX wieku; badacze wskazywali na różnice między freskami z Asyżu a freskami z kaplicy Scrovegnich w Padwie, będącym bezspornym dziełem Giotta.
Także datowanie cyklu Franciszka jest niejasne. Za Vasarim powtarzana jest informacja, iż malowidła rozpoczęto, gdy generałem zakonu franciszkanów był Giovanni da Muro, czyli w latach 1296–1304, ale równie dobrze prace mogły się rozpocząć za papieża Mikołaja IV (1288–92). Cykl ukończono przed 1307. Najczęściej przyjmuje się zatem lata 1296–1307.
W kościele znajduje się także ołtarz z połowy XIII wieku i ambona, dzieło Mikołaja da Bettona z połowy XIV wieku. Największy zachwyt budzi chór złożony ze 102 stall drewnianych wykonanych w latach 1491–1501 oraz pulpit z 1501 r. Stalle zdobią intarsje przedstawiające wizerunki papieży, świętych, doktorów kościoła i najznaczniejsze postacie zakonu. Witraże pochodzą z XII wieku.
Fasadę kościoła zdobi podwójny portal, który przypomina wyglądem wejście do kościoła dolnego. Na ścianie nad portalem znajduje się duża rozeta oraz, w szczycie fasady, okrągłe okno z witrażem.